# 715

## Události
- Arabové dobyli Zakavkazsko a Střední Asii.

## Úmrtí
- Konstantin, papež

## Hlavy států
- Papež – Konstantin (708–715) – Řehoř II. (715–731)
- Byzantská říše – Anastasios II. – Theodosios III.
- Franská říše – Dagobert III. (711–715)
  - Neustrie & Burgundsko – Chilperich II. (715–721)
  - Austrasie – Chilperich II. (715–717)
- Anglie
  - Wessex – Ine
  - Essex – Saelred + Swaefbert
  - Kent – Withred
- První bulharská říše – Tervel